# John Laurie
John Laurie (Dumfries, Dumfriesshire, Schotland, 25 maart 1897 – Chalfont St. Peter, Buckinghamshire, Engeland, 23 juni 1980) was een Schots acteur.
Hoewel hij in bijna 120 producties meespeelde werd Laurie vooral bekend als de doemdenkende Schotse soldaat James Frazer uit Dad's Army
Laurie was een karakteracteur, die vaak gecast werd omwille van zijn uitgesproken Schotse voorkomen. Als zoon van een molenaar, besloot hij een studie architectuur te beginnen. Met de Eerste Wereldoorlog kwam er een einde aan zijn studie en ging hij in dienst. Hij diende in Frankrijk bij The Honourable Artillery Company. Na de oorlog besloot hij een heel andere richting op te gaan: acteren. Hij schreef zich in bij de Central School of Speech and Drama in Londen.
Zijn eerste toneeloptreden was in 1921. Tussen 1922 en 1939 verscheen hij veelvuldig in Shakespeare-stukken in verscheidene theaters. Rond 1930 ging hij ook in films spelen. Zijn filmdebuut maakte hij in Juno and the Paycock (1930), geregisseerd door Alfred Hitchcock. Deze deed ook een beroep op hem voor de rol van John Crofter in zijn film The 39 Steps (1935). Ondertussen raakte Laurie goed bevriend met nog een Shakespeare-acteur: Laurence Olivier. De twee verschenen samen in de film As You Like It (1936).
Tijdens de Tweede Wereldoorlog deed Olivier andermaal een beroep op hem voor de film Henry V (1944) naar het gelijknamige toneelstuk van Shakespeare. Later verscheen Laurie nog in Hamlet (1948) en Richard III (1955), hoewel hij als karakteracteur ook comedy kon spelen. Hij sloot zich aan bij de Home Guard in zijn woonplaats Paddington.
In 1978 bracht hij het boek My favourite stories of Scotland uit.

## Privéleven
Laurie trouwde in 1924 met Florence Saunders, die echter in 1926 overleed. Hij hertrouwde in 1928 met Oona V. Todd-Naylor en kreeg een dochter met haar. Laurie stierf op 83-jarige leeftijd aan een emfyseem en longfalen. Hij was de derde acteur van de cast van Dad's Army die overleed.

## Filmografie
- Juno and the Paycock (1930) – Johnny Boyle
- Red Ensign (1934) – Wages accountant
- The 39 Steps (1935) – John Crofter
- Tudor Rose (1936) – John Knox
- Her Last Affaire (1936) – Robb
- East Meets West (1936) – Dr. Fergusson
- As You Like It (1936) – Oliver, zoon van Roland de Boys
- There Was a Young Man (1937) – vreemdeling
- Born That Way (1937) – McTavish
- The Windmill (1937) – Mons. Coutard
- Farewell Again (1937) – soldaat McAllister
- Jericho (1937) – Hassan
- The Edge of the World (1937) – Peter Manson
- The Duchess of Malfi (televisiefilm, 1938) – rol onbekend
- The Claydon Treasure Mystery (1938) – rol onbekend
- White Secrets (televisiefilm, 1938) – rol onbekend
- A Royal Divorce (1938) – Joseph
- The Last Voyage of Captain Grant (televisiefilm, 1938) – rol onbekend
- The Ware Case (1938) – Henson
- Mary Rose (televisiefilm, 1939) – Cameron
- Bees on the Boat-Deck (televisiefilm, 1939) – Gaster
- Q Planes (1939) – editor (niet op aftiteling)
- The Four Feathers (1939) – de Khalifa
- Laugh It Off (1940) – Jock
- Convoy (1940) – Gates
- Sailors Three (1940) – McNab
- The Ghost of St. Michael's (1941) – Jamie
- Old Mother Riley's Ghosts (1941) – McAdam
- Dangerous Moonlight (1941) – Britse commandant
- Ships with Wings (1942) – Lt. Cmdr. Reid
- The New Lot (1943) – Harry Fyfe (niet op aftiteling)
- The Gentle Sex (1943) – korporaal Alexander Balfour
- The Life and Death of Colonel Blimp (1943) – Murdoch
- The Lamp Still Burns (1943) – Mr. Hervey
- The Demi-Paradise (1943) – gewonde zeeman
- Fanny by Gaslight (1944) – William Hopwood
- The World Owes Me a Living (1944) – Matthews
- The Way Ahead (1944) – soldaat Luke
- Medal for the General (1944) – McNab
- The Chronicle History of Henry the Fift with His Battell Fought at Agincourt in France (1944) – kapitein Jamy
- The Agitator (1945) – Tom Tetley
- Great Day (1945) – Schotse officier in pub
- I Know Where I'm Going! (1945) – John Campbell
- Caesar and Cleopatra (1945) – First Auxiliary Sentinel
- Jeannie (televisiefilm, 1946) – rol onbekend
- Gaiety George (1946) – McTavish
- School for Secrets (1946) – Dr. Jock MacVitie
- The Brothers (1947) – Dugald
- Jassy (1947) – Woodroofe
- Uncle Silas (1947) – Giles
- Mine Own Executioner (1947) – Dr. James Garsten
- Hamlet (1948) – Francisco
- Bonnie Prince Charlie (1948) – Blind Jimmie
- Floodtide (1949) – Joe Drummond
- Madeleine (1950) – Divine (niet op aftiteling)
- Treasure Island (1950) – Blind Pew
- Trio (1950) – Mr. Campbell (segment 'Sanatorium')
- No Trace (1950) – inspecteur MacDougall
- Happy Go Lovely (1951) – Jonskill
- Pandora and the Flying Dutchman (1951) – Angus
- Laughter in Paradise (1951) – Gordon Webb
- Encore (1951) – Andrews, ingenieur (segment 'Winter Cruise')
- Saturday Island (1952) – Grimshaw
- Tread Softly (1952) – Angus McDonald
- The Great Game (1953) – Wells
- Love in Pawn (1953) – Mr. McCutcheon
- Henry V (televisiefilm, 1953) – Pistol
- Douglas Fairbanks, Jr., Presents (televisieserie) – rol onbekend (afl. "Lowland Fling", 1953)
- The Fake (1953) – Henry Mason
- The Teckman Biography (televisieserie) – Andrew Garvin (1953)
- Devil Girl from Mars (1954) – Mr. Jamieson
- Destination Milan (1954) – rol onbekend
- Hobson's Choice (1954) – Dr. MacFarlane
- BBC Sunday Night Theatre: Witchwood (televisiefilm, 1954) – Marquise of Montrose
- The Black Knight (1954) – James
- Richard III (1955) – Lovel
- The Alcoa Hour (televisieserie) – Sampson Brass (afl. "The Small Servant", 1955)
- A Day of Grace (1956) – rol onbekend
- Colonel March of Scotland Yard (televisieserie) – Dr. Brandon (afl. "Present Tense", 1956)
- The Scarlet Pimpernel (televisieserie) – Dr. Dufay (afl. "The Imaginary Invalid", 1956)
- Kidnapped (televisiefilm, 1956) – Ebenezer Balfour
- The Kaiser Aluminum Hour (televisieserie) – Rhys Fferand (afl. "Gwyneth", 1956)
- Rockets Galore! (1957) – Capt. MacKechnie
- Campbell's Kingdom (1957) – Mac
- Murder Reported (1958) – Mac North, editor
- Next to No Time (1958) – Abercrombie, Schotse regisseur
- Julius Caesar (televisiefilm, 1960) – rol onbekend
- Kidnapped (1960) – Ebenezer Balfour
- Don't Bother to Knock (1961) – taxichauffeur
- Man of the World (televisieserie) – MacGillie (afl. "Highland Story", 1962)
- The Avengers (televisieserie) – Sir James Mann (afl. "Death of a Great Dane", 1962)
- Steptoe and Son (televisieserie) – de dierenarts (afl. "Wallah, Wallah Catsmeat", 1963)
- Tales of Mystery (televisieserie) – presentator / Algernon Blackwood (29 afl., 1961–1963)
- Siege of the Saxons (1963) – Merlijn
- The Avengers (televisieserie) – Jasper Lakin (afl. "Brief for Murder", 1963)
- Ladies Who Do (1963) – Dr. MacGregor
- Z-Cars (televisieserie) – Dr. Ferguson (afl. "Partners", 1965)
- Theatre 625 (televisieserie) – Ilric Brendel (afl. "Rosmersholm", 1965)
- The Master (televisiefilm, 1966) – Dr. McTurk
- Mystery and Imagination (televisieserie) – Mr. Moncrieff (afl. "The Open Door", 1966)
- The Reptile (1966) – Gekke Peter
- Pardon the Expression (televisieserie) – rol onbekend (afl. "Rustle of Spring", 1966)
- The Avengers (televisieserie) – Mr. Crewes (afl. "A Funny Thing Happened on the Way to the Station", 1967)
- Mister Ten Per Cent (1967) – Schot
- Detective (televisieserie) – Commodore Gill (afl. "The Golden Dart", 1968)
- Dad's Army (televisieserie) – soldaat James Frazer (80 afl., 1968–1977)
- The Borderers (televisieserie) – St. Clair (afl. "Treason", 1969)
- The Avengers (televisieserie) – Juniper (afl. "Pandora", 1969)
- Strange Report (televisieserie) – Dr. Hornsey (afl. "X-Ray: Who Weeps for the Doctor?", 1969)
- Step Laughing Into the Grave (televisiefilm, 1970) – rol onbekend
- Jackanory (televisieserie) – verteller (5 afl., 1971)
- The Abominable Dr. Phibes (1971) – Darrow
- Eyeless in Gaza (1971) – Miller
- Play of the Month (televisieserie) – Peter Quince (afl. "A Midsummer Night's Dream", 1971)
- The Morecambe & Wise Show (televisieserie) – soldaat James Frazer (afl. "Christmas Special", 1973)
- One of Our Dinosaurs Is Missing (1975) – Jock
- The Prisoner of Zenda (1979) – aartsbisschop